# Stanoviště (Mariánské Lázně)
Stanoviště (németül: Stanowitz) Mariánské Lázně településrésze Csehországban a Karlovy Vary-i kerület Chebi járásában. A városközponttól 2 km-re délkeletre fekszik. A 2001-es népszámlálási adatok szerint 44 lakóháza és 51 lakosa van.

## Nevezetességek
- Az első világháború helybéli hősi halottainak emlékműve.